# 酶联免疫吸附测定

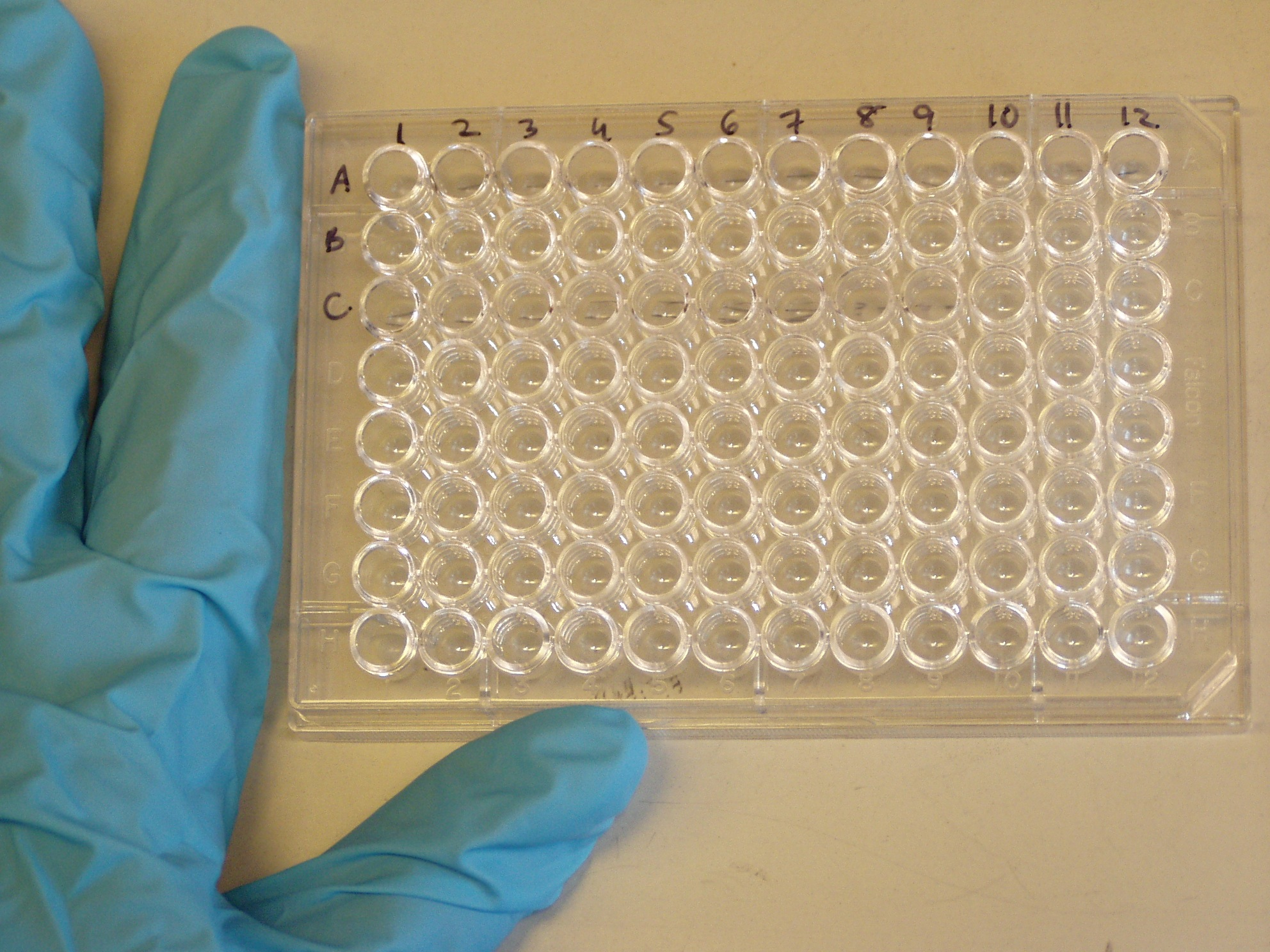
用于酶联免疫吸附测定的 96 孔板

酶联免疫吸附测定（enzyme-linked immunosorbent assay，ELISA）又称酵素免疫分析法，簡稱酶联法、酶免，是利用抗原抗體之間專一性鍵結之特性，對檢體進行檢測的分析方法；由於結合於固體承載物(一般為塑膠孔盤)上的抗原或抗體仍可具有免疫活性，因此設計其鍵結機制後，配合酵素呈色反應，即可顯示特定抗原或抗體是否存在，並可利用呈色的深淺進行定量分析。
酶联法的一项重要应用为用于HIV检测，其检测的蛋白一般为HIV的p24蛋白 (P24 capsid protein)。根據待測樣品與鍵結機制的不同，ELISA可設計出各種不同類型的檢測方式，主要以三明治法（sandwich）、間接法（indirect）、以及競爭法（competitive）三種為主。

## 三明治法
三明治法常用於檢測大分子抗原，一般之操作步驟為:
1. 將具有專一性之抗體固著（coating）於塑膠孔盤上，完成後洗去多余抗體
2. 加入待測檢體，檢體中若含有待測之抗原，則其會與塑膠孔盤上的抗體進行專一性鍵結
3. 洗去多餘待測檢體，加入另一種對抗原專一之一次抗體，與待測抗原進行鍵結
4. 洗去多餘未鍵結一次抗體，加入帶有酵素之二次抗體，與一抗鍵結
5. 洗去多餘未鍵結二次抗體，加入酵素受質使酵素呈色，以肉眼或儀器讀取呈色結果

三明治法分別以兩種抗體對檢體中的抗原進行兩次專一性辨認，因此專一性相當高，但此待測抗原必須是多價抗原，如此才可獲得兩種以上的專一性抗體，以分別進行夾心；而且此法需要足夠的表位空間以進行抗原抗體的夾心，所以並不適用於半抗原或小分子抗原等分子量較小之標的。

## 間接法
間接法常用於檢測抗體，一般之操作步驟為：
1. 將已知之抗原固著於塑膠孔盤上，完成後洗去多餘之抗原
2. 加入待測檢體，檢體中若含有待測之一次抗體，則其會與塑膠孔盤上的抗原進行專一性鍵結
3. 洗去多餘待測檢體，加入帶有酵素之二次抗體，與待測之一次抗體鍵結
4. 洗去多餘未鍵結二次抗體，加入酵素受質使酵素呈色，藉儀器（ELISA reader）測定塑膠盤中的吸光值（OD值），以評估有色終產物的含量即可測量待測抗體的含量。

## 競爭法
競爭法是一種較少用到的ELISA檢測機制，一般用於檢測小分子抗原，其操作步驟為：
1. 將具有專一性之抗體固著於塑膠孔盤上，完成後洗去多餘抗體
2. 加入待測檢體，使檢體中的待測抗原與塑膠孔盤上的抗體進行專一性鍵結
3. 加入帶有酵素之抗原，此抗原也可與塑膠孔盤上的抗體進行專一性鍵結，由於塑膠孔盤上固著的抗體數量有限，因此當檢體中抗原的量越多，則帶有酵素之抗原可鍵結的固著抗體就越少，亦即，兩種抗原皆競相與塑膠孔盤上抗體鍵結，即所謂競爭法之由來。
4. 洗去檢體與帶有酵素之抗原，加入酵素受質使酵素呈色，當檢體中抗原量越多，代表塑膠孔盤內留下之帶有酵素的抗原越少，顯色也就越淺。

當需要偵測無法獲得兩種以上單一性抗體的抗原，或是不易得到足夠的純化抗體以固著於孔盤上時，一般會考慮使用競爭法ELISA。

## 外部連結
- ELISA原理之動畫 （页面存档备份，存于）
- ELISA Tips & Tricks （页面存档备份，存于）
- More publications about ELISA kits （页面存档备份，存于）
- An animated illustration of an ELISA assay
- Trouble shooting ELISA FAQ （页面存档备份，存于）
- The ELISA technique illustrated （页面存档备份，存于）
- An animated tutorial comparing the direct and indirect ELISA methods （页面存档备份，存于）
- "Introduction to ELISA Activity – beginner walkthrough of ELISA used for detecting HIV, including animations （页面存档备份，存于） at University of Arizona
- A descriptive animation of the application of sandwich ELISA to Pregnancy test
- Animated video overview of competitive ELISA formats （页面存档备份，存于）
- 醫學主題詞表（MeSH）：ELISA